# Daddy, Come Home
Daddy, Come Home é uma música de 1913 por Irving Berlin. A música narra um garoto, ligando para a central de rádio, a favor de conecta-lo com seu pai, para sair do trabalho e resolver um problema familiar.
A música foi regravada por Billy Murray no dia de 13 de dezembro de 1913 por The Victor Talking Machine Company.

## Letra
Refrão
Daddy, come home!                                                                   Close the factory and hurry up home!                                         Won't you come to me?                                                            Johnny stole my mittens                                                          My brand new Sunday mittens                                                     Outside of that, the cat just lost her kittens                                          Daddy, come home!                                                                       Johnny's punching me and I can't hold my own                                    Ma found a locket of a girl in your pocket, Daddy                               So you better come home 
Segundo Verso
Daddy, hurry up!                                                                                                                                        Johnny broke the cup                                                                                                                                      That we borrow'd from our neighbor                                                                                                           Harry stubbed his toe                                                                                                                                    Playing Buffalo                                                                                                                                             Mabel fell down the stairs                                                                                                            Willie's chasing Jack around the flat                                                                                                         Ev'rything is fine outside of that 

## Ver Também
- História do Telefone